# Les Essards-Taignevaux
Les Essards-Taignevaux è un comune francese di 251 abitanti situato nel dipartimento del Giura nella regione della Borgogna-Franca Contea.

## Società

### Evoluzione demografica
Abitanti censiti